# 재희
재희(본명: 이현균, 1980년 5월 25일 ~ )는 대한민국의 배우이다.

## 학력
- 서울신사초등학교 (졸업)
- 상신중학교 (졸업)
- 숭실고등학교 (졸업)
- 단국대학교 연극영화과 (학사)

## 이력
- 데뷔작은 1996년 MBC 드라마 《산》이다.
- 1996년 아역 탤런트로 시작하여 2005년 KBS 드라마 《쾌걸춘향》, 2007년 SBS 드라마 《마녀유희》에서 인기를 끌었다.
- 2004년 영화 《빈집》으로 2년만에 컴백한 그는 데뷔 이래로 아역때부터 사용했던 본명 이현균이란 이름이 발음이 어려워 주위의 권고로 재희라는 예명으로 바꾸었다.
- 수상기록은 2004년 제25회 청룡영화상 신인 남우상, 2005년 KBS 연기대상 신인연기상 남자, 2005년 KBS 연기대상 베스트커플상 등이 있다.
- 2007년 5월부터 의류쇼핑몰 '이지바이스텝'을 설립하여 운영 중이다.[1][2][3]

## 연기 활동

### 드라마
| 연도            | 시상식   | 부문                          | 작품        | 비고        |  |
| --------------- | -------- | ----------------------------- | ----------- | ----------- |  |
| 1997년          | MBC      | 산                            | 어린 최성규 | 감우성 아역 |  |
| 1997년          | KBS2     | 완벽한 남자를 만나는 방법     |             |             |  |
| 1998년          | MBC      | 남자 셋 여자 셋               |             |             |  |
| 1998년          | KBS1     | 신세대 보고 - 어른들은 몰라요 |             |             |  |
| 1998년          | SBS      | 미우나 고우나                 |             |             |  |
| 1998년          | SBS      | 공포의 눈동자                 | 김현우      |             |  |
| 1998년          | SBS      | 순풍산부인과                  | 피자배달원  |             |  |
| 1998년          | SBS      | 내 마음을 뺏어봐              | 최관우      |             |  |
| 1998년          | SBS      | 사랑해 사랑해                 | 이주범      |             |  |
| 1999년          | SBS      | 달콤한 신부                   |             |             |  |
| 1999년 ~ 2000년 | KBS2     | 학교 2                        | 이성제      |             |  |
| 2000년          | SBS      | @골뱅이                       |             |             |  |
| 2000년          | SBS      | 메디컬 센터                   |             |             |  |
| 2001년          | KBS2     | 도시괴담 - 비명               |             | 드라마시티  |  |
| 2001년          | MBC      | 마음에 도장을 찍다            | 현우        | 베스트극장  |  |
| 2001년          | MBC      | 우리집                        | 한겨레      |             |  |
| 2002년 ~ 2003년 | KBS1     | 당신 옆이 좋아                | 이상원      |             |  |
| 2004년          | MBC      | 혜미를 찾아서                 | 수형        | 베스트극장  |  |
| 2005            | KBS2     | 쾌걸 춘향                     | 이몽룡      |             |  |
| 2005 ~ 2006     | SBS      | 마이걸                        | 이몽룡      |             |  |
| 2007            | SBS      | 마녀유희                      | 채무룡      |             |  |
| 2008            | KBS2     | 아빠 셋 엄마 하나             | 최광희      |             |  |
| 2008            | KBS2     | 전설의 고향 - 오구도령        | 기주        |             |  |
| 2011~2012       | 채널A    | 컬러 오브 우먼                | 윤준수      |             |  |
| 2012            | MBC      | 메이퀸                        | 박창희      |             |  |
| 2013            | SBS      | 장옥정 사랑에 살다            | 현치수      |             |  |
| 2013~2014       | JTBC     | 맏이                          | 박순택      |             |  |
| 2015            | KBS1     | 가족을 지켜라                 | 정우진      |             |  |
| 2016            | OCN      | 뱀파이어 탐정                 | 한규민      | 특별출연    |  |
| 2016            | 웹드라마 | 불멸의 여신                   | 강민준      |             |  |
| 2017            | MBC      | 당신은 너무합니다             | 조성택      | 특별출연    |  |
| 2018            | OCN      | 보이스 2                      | 손호민      | 특별출연    |  |
| 2019            | MBC      | 용왕님 보우하사               | 마풍도      |             |  |
| 2021            | MBC      | 밥이 되어라                   | 정경수      |             |  |

### 영화
- 1999년 《자귀모》 - 채별 동생 역
- 2000년 《해변으로 가다》 - 원일 역
- 2004년 《대한민국 대표선생》
- 2004년 《빈 집》 - 태석 역
- 2005년 《싸움의 기술》 - 부실 고딩 송병태 역
- 2006년 《전설의 고향 – 쌍둥이자매비사》 - 현식 역
- 2007년 《일편단심 양다리》 - 성현 역
- 2008년 《맨데이트: 신이 주신 임무》 - 퇴마사 최강 역
- 2010년 《꽃 - 나비의 습격》
- 2010년 《철권》 - 화랑 역
- 2013년 《일장풍화설월적사》
- 2018년 《신 전래동화》 - 흥부 역
- 2018년 《메멘토모리》 - 민수 역
- 2018년 《휴게소》 - 경수 역
- 2020년 《투빅맨》 - 이중성 역 (본작의 중간 보스, 특별출연)
- 2022년 《불멸의 여신》 - 민준 역

## 연기 외 활동

### 텔레비전 프로그램
- 1998년 KBS1 《가족오락관》 (704회) - 게스트
- 2007년 MBC 《놀러와》 (49회 괌 특집 1탄) - 게스트
- 2016년 JTBC 《김제동의 톡투유 - 걱정 말아요! 그대》 (45회) - 게스트
- 2017년 MBC every1 《비디오스타》 (45회, 숨은 금순 나야나 특집) - 게스트
- 2017년 JTBC 《싱포유》 (5, 6회) 사연자 게스트
- 2017년 MBC 《은밀하게 위대하게》 (12회) - 게스트
- 2017년 tvN 《수업을 바꿔라 시즌 2》
- 2017년 SBS 《영재발굴단》 (97회) - 게스트
- 2019년 SBS 《수작남녀 - CRAFTSMAN》 (추석특집) - 게스트
- 2019년 MBC every1 《비디오스타》 (135회, 용왕님 보우하사 특집) - 게스트
- 2019년 MBC every1 《비디오스타》 (50회, 대체 불가 심(心)스틸러) - 게스트
- 2020 TV조선 《식객 허영만의 백반기행》 (47회, 새해 봄 바다의 맛! 전북 부안 변산반도) - 게스트
- 2021년 SBS 《동상이몽 2 - 너는 내 운명》 (205회) - 스페셜 MC

### 광고
- 1999년 배스킨라빈스 31 - 듀얼케이크
- 2002년 현대약품 미에로화이바
- 2003년 오리온 오뜨
- 2005년 삼성전자 옙
- 2005년 KT 네스팟 스윙

## 수상 및 후보
| 연도 | 시상식                            | 부문                             | 작품            | 결과 |
| ---- | --------------------------------- | -------------------------------- | --------------- | ---- |
| 2004 | 제25회 청룡영화상                 | 신인남우상                       | 빈 집           | 수상 |
| 2004 | 씨네21 영화상                     | 올해의 남자신인배우              | 빈 집           | 수상 |
| 2004 | 제2회 앙드레김 베스트 스타 어워드 | 연기자부문 베스트드레서상        | 빈칸            | 수상 |
| 2005 | 제41회 백상예술대상               | TV부문 남자 신인연기상           | 쾌걸 춘향       | 후보 |
| 2005 | 제41회 백상예술대상               | 영화부문 남자 신인연기상         | 빈 집           | 후보 |
| 2005 | KBS 연기대상                      | 남자 신인연기상                  | 쾌걸 춘향       | 수상 |
| 2005 | KBS 연기대상                      | 베스트 커플상 (with 한채영)      | 쾌걸 춘향       | 수상 |
| 2009 | 육군참모총장상                    | 빈칸                             | 빈칸            | 수상 |
| 2012 | MBC 연기대상                      | 연속극부문 남자 우수연기상       | 메이퀸          | 수상 |
| 2015 | 제4회 에이판 스타 어워즈          | 장편드라마부문 남자 우수연기상   | 가족을 지켜라   | 후보 |
| 2015 | KBS 연기대상                      | 일일극부문 남자 우수연기상       | 가족을 지켜라   | 후보 |
| 2016 | 제2회 K웹페스트 영화제            | 남우주연상                       | 불멸의 여신     | 후보 |
| 2019 | MBC 연기대상                      | 일일드라마부문 남자 최우수연기상 | 용왕님 보우하사 | 후보 |
| 2021 | MBC 연기대상                      | 일일드라마부문 남자 최우수연기상 | 밥이 되어라     | 후보 |